# Ивановский (Болховский район)
Ивановский — опустевший посёлок в составе Болховского района Орловской области, входит в Боровское сельское поселение. Население — 0 чел. (2010).

## География
Посёлок расположен на севере Орловской области, вблизи с границей с Ульяновским районом Калужской области и заказника «Калужские засеки» и находится в лесистой местности, по берегу реки Рог.
Географическое положение
в 6 км. — административный центр поселения деревня Козюлькина, в 18 км — административный центр района
Климат
близок к умеренно-холодному, количество осадков является значительным, с осадками даже в засушливый месяц. Среднегодовая норма осадков — 627 мм. Среднегодовая температура воздуха в Болховском районе — 5,1 °C.

## Население
| 2010 |
| ---- |
| 0    |

По данным Всероссийской переписи населения 2010 года,, переписи 2002 года жителей нет